# 山神町 (名古屋市)
山神町（やまがみちょう）は、愛知県名古屋市西区の地名。

## 歴史

### 町名の由来
上宿山神社とも称する山神に由来する。神社はもともと名古屋村北山に鎮座していたものを遷したという。

### 沿革
- 1878年（明治11年）12月28日 - 愛知郡名古屋村の一部により、名古屋区山神町として成立する[2]。このとき、山神横町・才市裏・山神裏を合併している[2]。
- 1889年（明治22年）10月1日 - 名古屋市成立に伴い、同市山神町となる[2]。
- 1908年（明治41年）4月1日 - 西区成立に伴い、同区山神町となる[2]。
- 1980年（昭和55年）10月12日 - 城西四丁目・城西五丁目および上名古屋一丁目・上名古屋二丁目にそれぞれ編入され、消滅[2]。

## 施設
- 一葉文庫

国学者岡田啓の個人文庫。